# Portas do Carmo
As Portas do Carmo estavam localizadas a NNE nas muralhas da Cidade Alta de Salvador, altura da atual Praça Municipal, no litoral do Estado da Bahia, no Brasil.

## História
Trata-se de uma das antigas portas que protegiam o acesso Norte à primeira Capital do Brasil. Citadas por BARRETTO (1958) como Castelo das Portas do Carmo (op. cit., p. 87), integravam a linha de fortificações erguidas na segunda metade do século XVI para defesa da cidadela de Salvador.
Esta obra complementar de defesa, primitivamente em faxina e terra, situava-se em posição dominante sobre uma colina. Foi reconstruída como uma bateria em alvenaria a partir de 1613, à época do Governo Geral de D. Gaspar de Sousa (1613-1617). Compreendia dependência para o Corpo da Guarda, terrapleno e parapeitos, tendo estado guarnecida (acredita-se que em meados do século XVIII) por um Tenente, dois Sargentos, vinte soldados e um Tambor, e artilhada por cinco peças de ferro. O mesmo autor atribui a demolição da estrutura ao Governador da Capitania da Bahia, D. Rodrigo José de Meneses e Castro (1784-1788) (op. cit., p. 184-185).